# Финляндско-французские отношения
Финля́ндско-францу́зские отноше́ния (фр. Relations entre la Finlande et la France) — двусторонние дипломатические отношения между Финляндией и Францией.
Обе страны являются полноправными членами Европейского союза.
Во Франции проживает около 6 тысяч граждан Финляндии.

## История
4 января 1918 года Франция стала второй страной (после РСФСР), признавшей независимость Финляндии.
24 января 1918 года между двумя странами были установлены дипломатические отношения.
Согласно данным BBC World Service, в 2005 году 48 % граждан Финляндии позитивно оценивали французское влияние и 26 % — негативно.

## Вопросы обороны
В июне 2016 года, в ходе визита во Францию премьер-министра Финляндии Юхи Сипиля и его встреч с президентом Франции Франсуа Олландом и премьер-министром Мануэлем Вальсом, была сформулирована необходимость развития сотрудничества стран ЕС в борьбе с гибридными угрозами, а также желание двух стран развивать отношения между ЕС и НАТО.
23 августа 2018 года министр обороны Франции Флоранс Парли и министр обороны Финляндии Юсси Ниинистё в ходе переговоров в Хельсинки анонсировали подписание между двумя странами двустороннего договора об обороне.
30 августа 2018 года, в ходе визита в Хельсинки президента Франции Эмманюэля Макрона, главы двух стран выступили с совместной декларацией о дополнительных мерах по укреплению общей безопасности и обороноспособности Европы к началу следующего десятилетия. В качестве примера такого сотрудничества страны назвали поддержку, которую Финляндия оказала Франции после парижского теракта 2015 года. Франция предложила создать интервенционные войска Европы, Финляндия выразила заинтересованность в этом вопросе.

## Сложности
В 2016 году министерство обороны Финляндии обнародовало статистику за 2005—2015 года, в которой были указаны страны, нарушавшие в указанный период воздушное пространство Финляндии, среди которых упомянута и Франция.
В январе 2018 года французская газета Le Monde обозначила проблему, по которой Хельсинки стал центральной точкой контрабандного сбыта препарата «Subutex», поставляемого незаконно из Франции.